# Józef Pińkowski
Józef Pińkowski (ur. 17 kwietnia 1929 w Siedlcach, zm. 8 listopada 2000 w Warszawie) – polski ekonomista i polityk komunistyczny, prezes Rady Ministrów od 5 września 1980 do 11 lutego 1981 (od 24 sierpnia do 5 września p.o. jako wiceprezes Rady Ministrów), poseł na Sejm PRL V, VI, VII i VIII kadencji, sekretarz Komitetu Centralnego PZPR (1974–1980), członek Biura Politycznego KC PZPR (1980–1981).

## Życiorys
Syn Jana i Walerii. Po II wojnie światowej ukończył studia w Wyższej Szkole Ekonomicznej w Poznaniu oraz w Szkole Głównej Planowania i Statystyki w Warszawie. W WSE pracował też jako asystent. Od 1952 do 1956 był kapitanem Ludowego Wojska Polskiego. W latach 50. był związany z resortem skupu (jako dyrektor departamentu), a później (od 1956 do 1958) z resortem przemysłu spożywczego i skupu (jako główny inspektor inspekcji zbożowej). W latach 1958–1960 był sekretarzem Rady Naukowo-Ekonomicznej Wojewódzkiej Rady Narodowej w Warszawie, w okresie 1960–1965 zastępcą przewodniczącego prezydium WRN, a od 1965 do października 1971 jej przewodniczącym. Stamtąd przeszedł na stanowisko I zastępcy przewodniczącego Komisji Planowania przy Radzie Ministrów, które zajmował do lutego 1974. Członek Ogólnopolskiego Komitetu Frontu Jedności Narodu.
W 1951 wstąpił do Polskiej Zjednoczonej Partii Robotniczej, w latach 1965–1971 zasiadał w egzekutywie Warszawskiego Komitetu Wojewódzkiego partii. Od grudnia 1971 do lipca 1981 był członkiem Komitetu Centralnego PZPR, od lutego 1974 do sierpnia 1980 sekretarzem KC PZPR, a od sierpnia 1980 do kwietnia 1981 członkiem Biura Politycznego KC PZPR (od lutego do sierpnia 1980 zastępca członka). W 1980 objął urząd wiceprezesa Rady Ministrów, pełniącego obowiązki prezesa Rady Ministrów, po czym 5 września został premierem w miejsce usuniętego później z partii Edwarda Babiucha. 
W 1979 został odznaczony Orderem Budowniczych Polski Ludowej. Odznaczony także m.in. Orderem Sztandaru Pracy I i II klasy oraz Krzyżem Kawalerskim Orderu Odrodzenia Polski.
Pochowany na cmentarzu Powązki Wojskowe w Warszawie (kwatera A30-tuje-2).

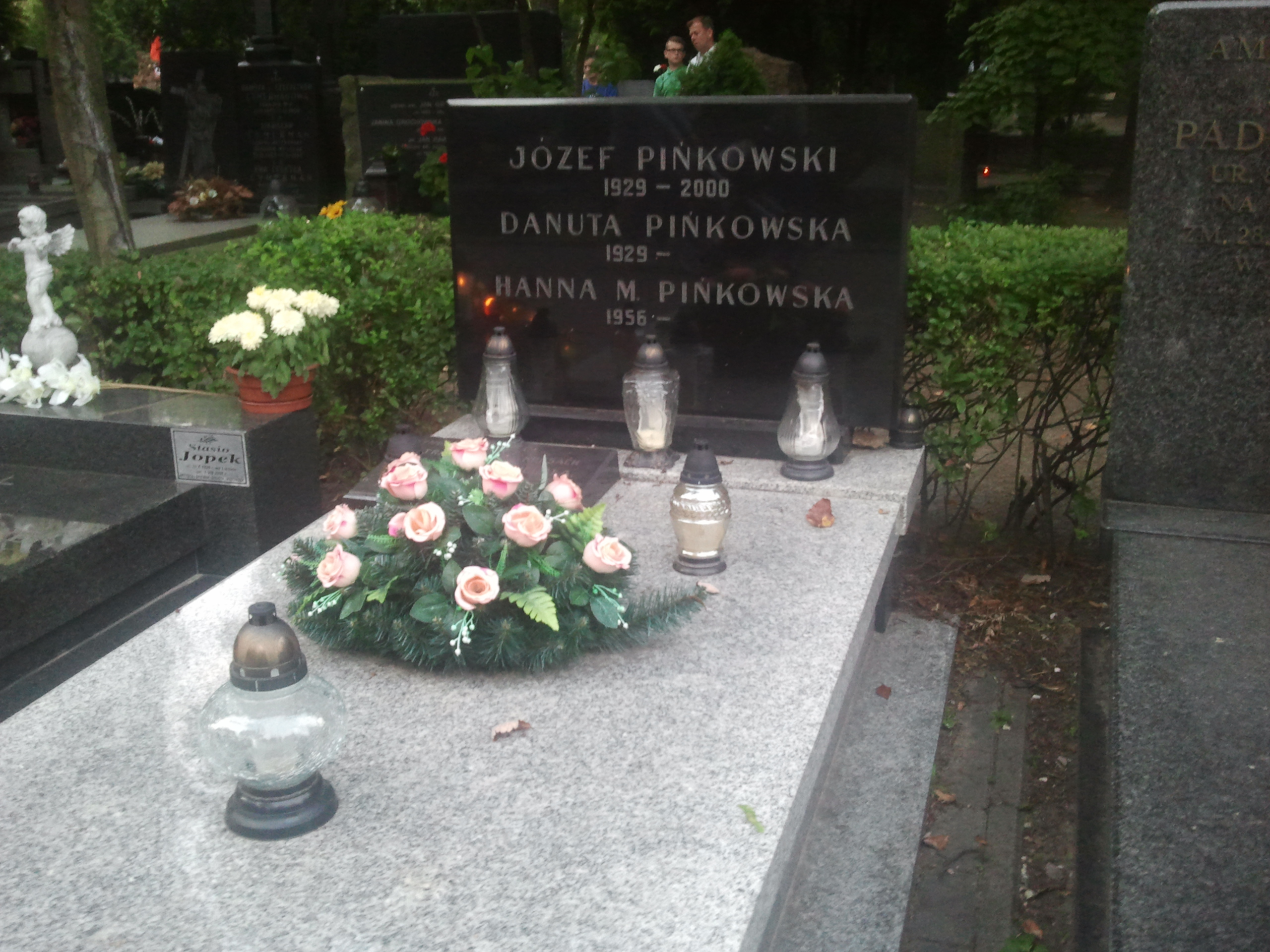
Grób Józafa Pińkowskiego i jego rodziny na Cmentarzu Wojskowym na Powązkach